# Kronen-Brauerei Bruno Ermisch

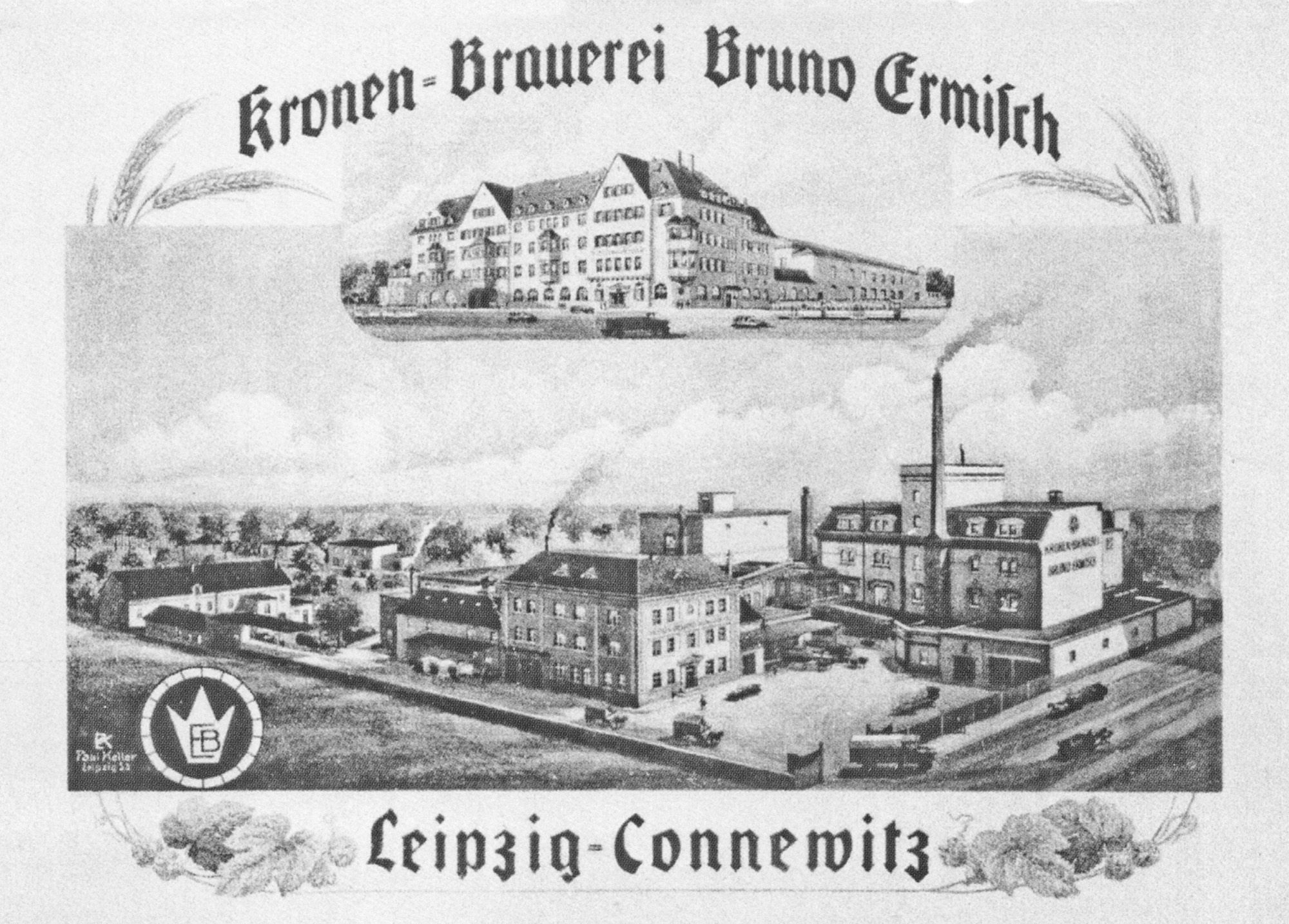
Kronen-Brauerei Bruno Ermisch und Gasthaus Goldene Krone (um 1915)

Die Kronen-Brauerei Bruno Ermisch war eine Bierbrauerei in Leipzig-Connewitz.

## Lage
Die Brauerei hatte die Adresse Biedermannstraße 40. Direkt an der vom Connewitzer Kreuz nach Süden führenden Biedermannstraße standen auch die Produktionsgebäude. Das zugehörige Grundstück reichte bis zur etwa 200 Meter entfernten Wolfgang-Heinze-Straße (früher Pegauer Straße). Hier entstand und befindet sich noch heute die Gaststätte „Goldene Krone“.

## Geschichte
Im Jahre 1875 gründete Hermann Hempel eine Brauerei in der Biedermannstraße und nannte sie „Kronen-Brauerei“. Sie wurde 1883 von Bruno Ermisch (1853–1910) übernommen. Nach dessen Tod 1910 führte sein Sohn Bruno Walter Ermisch (1879–1949) den Betrieb und benannte ihn um in „Kronen-Brauerei Bruno Ermisch“. Es entstand das Logo mit der Krone und den Initialen EB. Von 1912 bis 1914 wurde die Gaststätte Goldene Krone in der heute bestehenden Form errichtet, damals mit einem Biergarten.

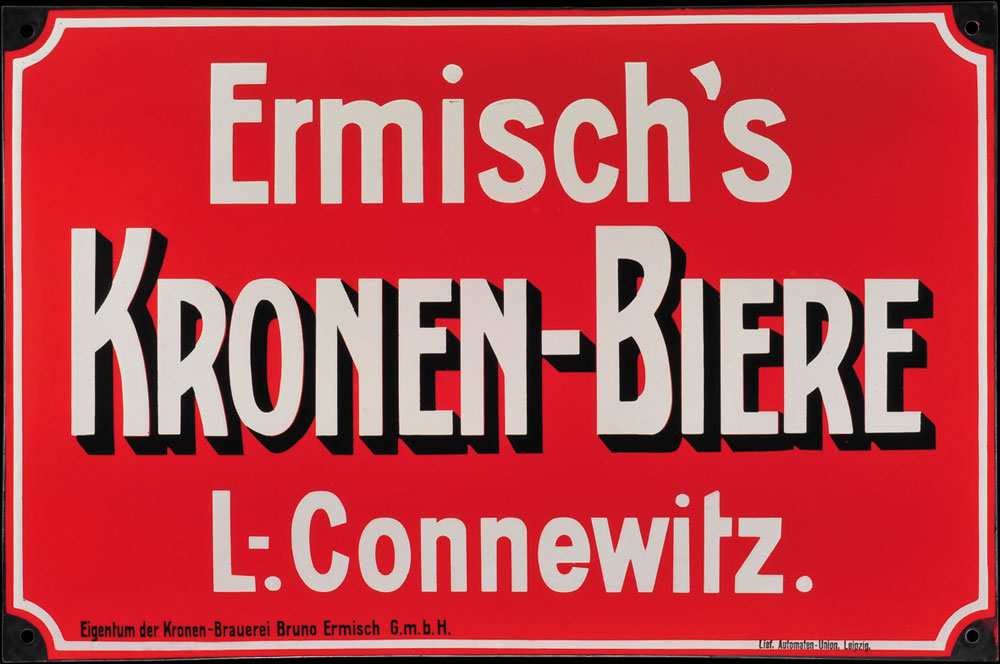
Ermischs Kronen Biere
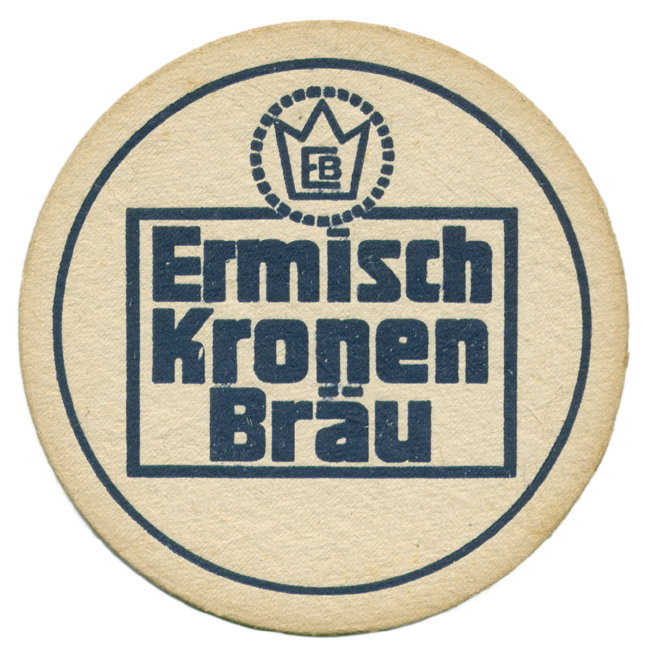
Ermisch Kronen-Bräu
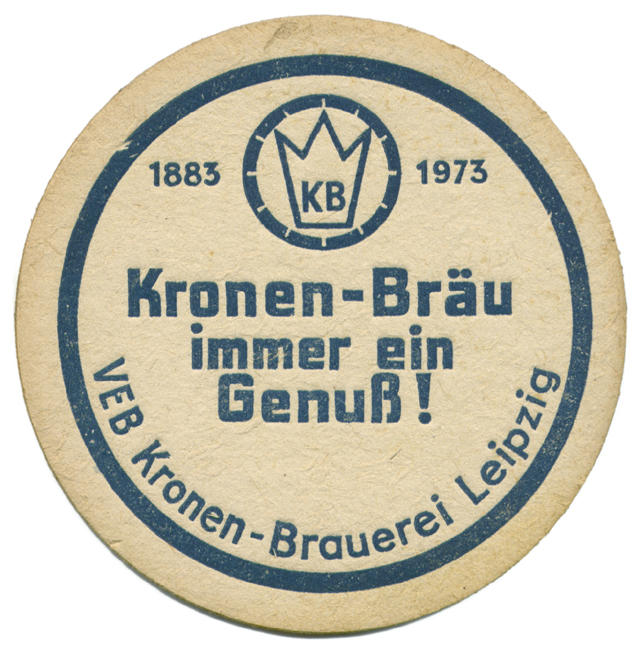
VEB Kronen-Bräu
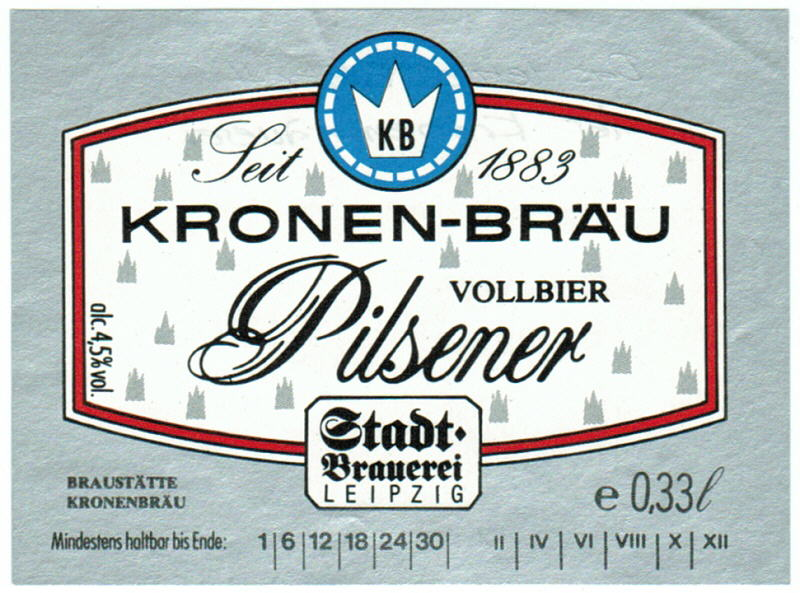
Stadt-Brauerei

Nach dem Zweiten Weltkrieg erfolgte nach einer Phase des Betriebs mit staatlicher Beteiligung die Übernahme ins Volkseigentum. 1972 wurde sie dem VEB Getränkekombinat Leipzig zugeordnet, wo sie 1975 mit den Leipziger Brauereien Ulrich und Bauer zum VEB Stadtbrauerei Leipzig zusammengefasst wurde. Ab 1979 trat sie als Betriebsteil VEB Kronen Brauerei Leipzig auf. Statt des EB im Logo stand nun KB. Nach der Wende gehörte der Betrieb noch kurze Zeit zur Stadt-Brauerei Leipzig GmbH, bevor er stillgelegt und von der Treuhandanstalt verkauft wurde.
Ab 1995 wurden die Gebäude, nach dem sie von 1992 bis 1995 den Leipziger Techno-Club Distillery beherbergten, komplett abgerissen und später auf dem Gelände eine Wohnanlage inklusive eines Seniorenheims errichtet.